# Volodymyr Levchenko
Volodymyr Maksymovych Levchenko  (en ukrainien : Володимир Максимович Левченко — transcription française : Volodymyr Maksymovytch Levtchenko), né le 18 février 1944 à Kiev et mort en avril 2006, est un footballeur international soviétique.

## Biographie
Formé à Kiev, Levchenko va faire l'ensemble de sa carrière dans le club du Dynamo Kiev. Après des débuts difficiles, où il joue rarement, il commence à gagner du temps, se fait une place aux côtés de Leonīds Ostrovskis. 
Son premier titre glané est la Coupe d'URSS en 1964 et 1966, mais ces deux coupes remportés sont au moment où Levchenko fait ses armes à Kiev. Il est alors remplaçant mais est aligné quelques fois par l'entraîneur Victor Maslov.
En 1966, il remporte le titre de champion d'URSS avec Kiev, titre qu'il va remporté trois fois consécutivement. En 1968, il fait sa saison la plus aboutie, en étant un titulaire indiscutable, disputant trente-quatre matchs, et marquant le seul but de sa carrière professionnelle.
C'est d'ailleurs lors de cette année qu'il joue ses premiers matchs en équipe nationale qui seront tous des matchs amicaux. Même s'il est sélectionné pour le championnat d'Europe 1968, il n'y joue aucun match.
Après l'Euro 1968, il reste à Kiev où il termine sa carrière. Il trouve la mort en avril 2006 dans un accident de la circulation.

## Statistiques
| Saison                | Club                  | Championnat           | Championnat | Championnat | Coupe(s) nationale(s) | Coupe(s) nationale(s) | Compétition(s) continentale(s) | Compétition(s) continentale(s) | Compétition(s) continentale(s) | Total | Total |
| Saison                | Club                  | Division              | M.          | B.          | M.                    | B.                    | Comp.                          | M.                             | B.                             | M.    | B.    |
| 1961                  | Dynamo Kiev           | D1                    | -           | -           | -                     | -                     | -                              | -                              | -                              | 0     | 0     |
| 1962                  | Dynamo Kiev           | D1                    | 1           | 0           | -                     | -                     | -                              | -                              | -                              | 1     | 0     |
| 1963                  | Dynamo Kiev           | D1                    | -           | -           | -                     | -                     | -                              | -                              | -                              | 0     | 0     |
| 1964                  | Dynamo Kiev           | D1                    | 4           | 1           | 2                     | 0                     | -                              | -                              | -                              | 6     | 1     |
| 1965                  | Dynamo Kiev           | D1                    | 11          | 0           | -                     | -                     | C2                             | 2                              | 0                              | 13    | 0     |
| 1966                  | Dynamo Kiev           | D1                    | 12          | 0           | 2                     | 0                     | -                              | -                              | -                              | 14    | 0     |
| 1967                  | Dynamo Kiev           | D1                    | 20          | 0           | -                     | -                     | C1                             | 3                              | 0                              | 23    | 0     |
| 1968                  | Dynamo Kiev           | D1                    | 34          | 1           | 2                     | 0                     | -                              | -                              | -                              | 36    | 1     |
| 1969                  | Dynamo Kiev           | D1                    | 31          | 0           | 3                     | 0                     | C1                             | 4                              | 0                              | 38    | 0     |
| 1970                  | Dynamo Kiev           | D1                    | 29          | 0           | 4                     | 0                     | -                              | -                              | -                              | 33    | 0     |
| 1971                  | Dynamo Kiev           | D1                    | -           | -           | -                     | -                     | -                              | -                              | -                              | 0     | 0     |
| Total sur la carrière | Total sur la carrière | Total sur la carrière | 142         | 2           | 13                    | 0                     | -                              | 9                              | 0                              | 164   | 2     |

## Palmarès
- Champion d'URSS : 1966, 1967 et 1968
- Vainqueur de la Coupe d'URSS : 1964 et 1966